# صادق آهنگران
محمدصادق آهنگری معروف به صادق آهنگران (زادهٔ ۱۳۳۶ اهواز) خواننده، نظامی و مداح ایرانی است، که در طول جنگ ایران و عراق از اعضای سپاه پاسداران انقلاب اسلامی بود.
وی دانش‌آموخته کارشناسی زبان و ادبیات فارسی از دانشگاه تهران است و فعالیت خود را پس از وقوع انقلاب ۱۳۵۷ از کمیته انقلاب اسلامی آغاز کرد. او هم‌اکنون به عنوان مسئول ستاد اجرای هیئت رزمندگان و امور شهرستان‌ها در سپاه پاسداران انقلاب اسلامی با درجه سرتیپ دومی فعالیت می‌کند.

## زندگی‌نامه

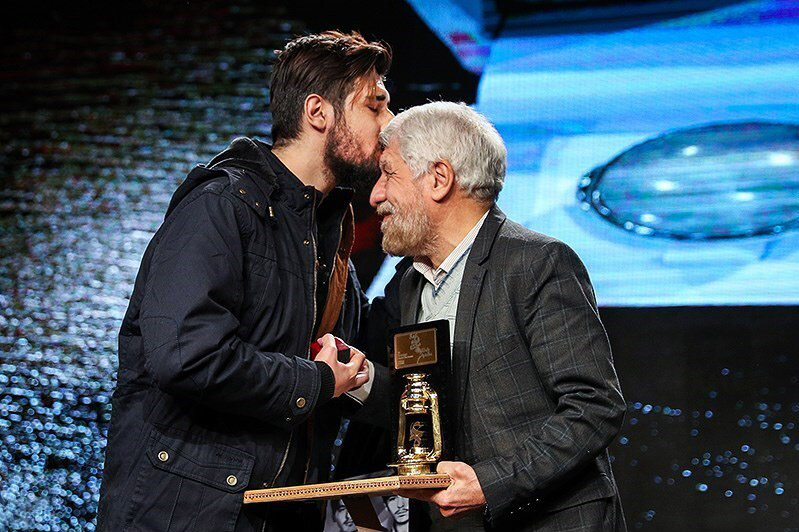
آهنگران در افتتاحیهٔ نهمین جشنواره مردمی فیلم عمار، در حال اهدای فانوس جشنواره به حامد زمانی

صادق آهنگران با نام کاملِ محمدصادق آهنگری، در سال ۱۳۳۶ در اهواز زاده شد. والدین او از شهر دزفول به اهواز مهاجرت کرده بودند و وی اصالتاً دزفولی است. دوران کودکی و نوجوانی وی در شهر اهواز سپری شد. آهنگران مداحی را از نوجوانی و با خواندن در هیئت‌های مذهبی آغاز کرد. او در زمان وقوع انقلاب، شعارگو بود و پس از انقلاب، به فعالیت در کمیته انقلاب اسلامی پرداخت و بعدها با تأسیس سپاه پاسداران انقلاب اسلامی، به این نهاد پیوست.
او در سال ۱۳۵۹ با مرضیه اصفهانی‌الاصل ازدواج کرد و صاحب ۳ پسر و یک دختر شدند. در زمان جنگ ایران و عراق وی در هنگام انجام عملیات نظامی، به خواندن دعاهای بین نماز، دعای کمیل، خواندن و مداحی در مراسم سینه‌زنی می‌پرداخت و به دلیل صدای خوشی که داشت به بلبل خوش صدای خمینی شهرت یافت. اولین نوحه‌ای که از وی به‌طور سراسری در صداوسیما پخش شد، نوحهٔ «ای شهیدان به خون غلتان خوزستان درود» سرودهٔ حبیب‌الله معلمی بود، که در جماران، در حضور روح‌الله خمینی خوانده شد و این اجرا همان روز نیز چندین بار از تلویزیون ایران پخش گردید. از جمله دیگر کارهای وی می‌توان به «ای لشکر صاحب زمان آماده باش» و «با نوای کاروان» اشاره کرد. آهنگران پس از جنگ ایران و عراق، در دانشکده ادبیات و علوم انسانی دانشگاه تهران در رشته زبان و ادبیات فارسی، تا مقطع کارشناسی به تحصیل پرداخت. او هم‌اکنون مسئول ستاد اجرای هیئت رزمندگان و امور شهرستان‌ها، در سپاه پاسداران انقلاب اسلامی است.

## آثار
صادق آهنگران تاکنون آثار خود را در قالب ۴ آلبوم به نام‌های «مثنوی شهادت»، «داغ ازلی» و «دشت کربلا» و «اشک افشان» ارائه کرده‌است.
آلبوم اشک افشان در سومین سالگرد مرگ خمینی در مدح او با صدای صادق آهنگران و آهنگسازی محمدعلی شکوهی و با اشعار حمید سبزواری، احمد عزیزی یاسری (چمن) و غلامحسین عمرانی با ۷ قطعه در سال ۱۳۷۱ عرضه شد.
قطعات آلبوم اشک افشان:
1. اشک افشان
2. صبح سوگوار
3. بیکلام مرثیه نوازی
4. اشک افشان، کُر
5. دکلمه
6. بگذار تا بگریم
7. ساربان

قطعات آلبوم مثنوی شهادت:
1. سرزمین نینوا
2. شب است و سکوت است و ماه است و من
3. در باغ شهادت را نبندید
4. ای لشكر صاحب زمان
5. ذوق و شوق نینوا
6. اگر آن گل من به در آید
7. به هر کرانه خاک پاک ایران
8. سمفونی خرمشهر
9. مارش نظامی
10. چنگ دل، آهنگ دل
11. کجایید ای شهیدان خدایی
12. ممد نبودی ببینی

قطعات آلبوم داغ ازلی:
1. سلام بر حسین
2. شور حقیقت
3. ستاره های زخمی
4. شب عاشورا
5. من حسینم
6. تو با دلها چه کردی
7. حضرت ابوالفضل
8. چشم و چراغ

قطعات آلبوم دشت کربلا:
1. حضرت قاسم (ع)
2. حضرت علی اصغر (ع)
3. حضرت علی اکبر (ع)
4. وداع
5. علمدار
6. ذوالجناح
7. دشت کربلا

## کتاب آهنگران
خاطرات و متن نوحه‌های صادق آهنگران، از ابتدای انقلاب و در خلال جنگ ایران و عراق، در سال ۱۳۹۱ تحت عنوان کتاب آهنگران، منتشر شد.